# Платинаталлий
Платинаталлий — бинарное неорганическое соединение, интерметаллид платины и таллия с формулой TlPt, кристаллы.

## Получение
- Сплавление стехиометрических количеств чистых веществ:

{\displaystyle {\mathsf {Pt+Tl\ {\xrightarrow {750^{o}C}}\ TlPt}}}

## Физические свойства
Платинаталлий образует кристаллы гексагональной сингонии, пространственная группа P 63/mmm, параметры ячейки a = 0,5605 нм, c = 0,4639 нм, Z = 3, структура типа станнида кобальта CoSn.
Соединение образуется по перитектической реакции при температуре 750 °C.